# Richter Di

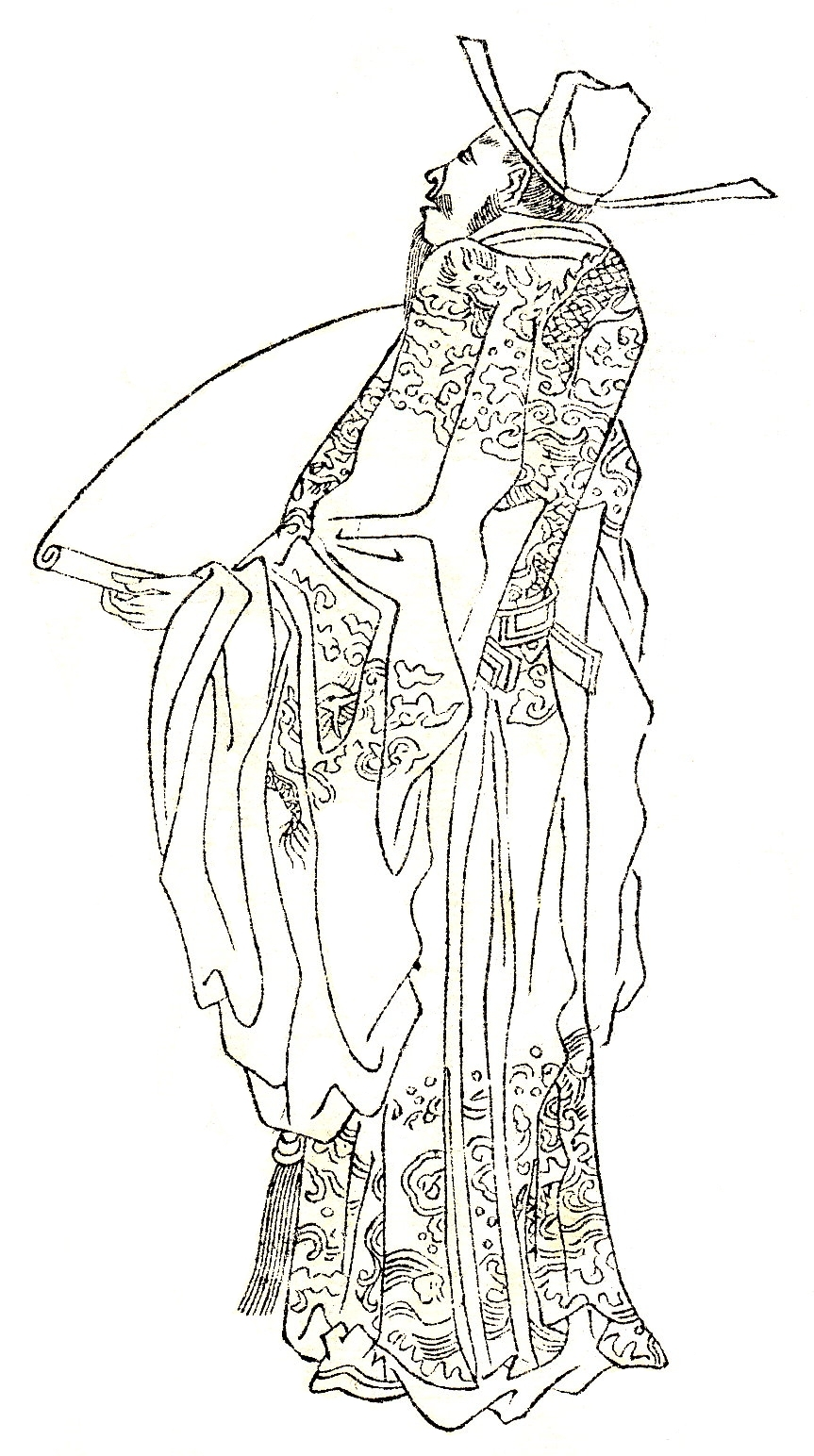
Richter Di

Richter Di ist die Titelfigur eines Romanzyklus des niederländischen Schriftstellers Robert van Gulik. Knapp 20 Jahre lang begleitet der Leser die Karriere des chinesischen Richters – durch 14 Romane und 2 Bände mit Erzählungen. Während dieser Zeit steigt Di vom einfachen Bezirksbeamten zum Präsidenten des obersten Gerichtshofes auf.
Richter Di (chinesisch: 狄仁傑; in den deutschen Romanen Di Jen-dsiä geschrieben; Pinyin: Dí Rénjié) ist ein Sherlock Holmes des alten China – seine Fälle löst er in erster Linie durch Analyse der Fakten. Immer wieder erstaunt er mit seinen Schlussfolgerungen nicht nur den Leser, sondern auch seine vier Gehilfen, die ihn auf seinem Lebensweg begleiten: der alte Hung Liang (洪亮 Pinyin: Hóng Liàng), der schon der Diener seines Vaters war, Tschiao Tai (喬泰 Pinyin: Qiáo Taì) und Ma Jung (馬榮 Pinyin: Mǎ Róng), zwei ehemalige Räuber, die sich dem Richter angeschlossen haben, sowie Tao Gan (陶干 Pinyin: Táo Gān), einst ein begnadeter Falschspieler und Betrüger, der nun seine Fähigkeiten in den Dienst des Gesetzes stellt.
1949 übersetzte van Gulik zunächst den klassischen Kriminalroman eines anonymen Autors Dee Goong An (chin.: 狄公案, Pinyin: Dígōng’àn; deutsch Merkwürdige Kriminalfälle des Richters Di, im chinesischen Original Vier außerordentlich seltsame Fälle in der Regierungszeit der Kaiserin Wu, chin.: 武則天四大奇案 Pinyin: Wǔ Zétiān sì dà qí àn), der wohl Anfang oder Mitte des 19. Jahrhunderts verfasst wurde. Danach fing er an, eigene Richter-Di-Geschichten zu verfassen, wobei er neben der Hauptfigur auch die vier Gehilfen des Richters aus dem chinesischen Original übernahm.
In seinen Werken adaptierte van Gulik vielfach Kriminalfälle aus der klassischen chinesischen Literatur. Er übernahm auch ein anderes Element aus der chinesischen literarischen Tradition: Wie in den klassischen chinesischen Krimis ließ van Gulik seinen Protagonisten in fast jedem Roman gleichzeitig an drei Fällen arbeiten, die nicht unbedingt miteinander in Zusammenhang stehen.

## Historisches Vorbild
Vorbild für van Guliks Romanfigur war Di Renjie (630–700), eine historische Persönlichkeit aus der Tang-Dynastie (618–906). In der zweiten Hälfte seiner Laufbahn war er Staatsminister. Während seine politische Laufbahn gut dokumentiert ist, wissen wir nur wenig über seine Kriminalfälle. Seine zwei Söhne, Di Guang-se und Di Djing-hui, wurden ebenfalls Beamte, sein Enkel Di Djien-mo wurde später Gouverneur der Hauptstadt des Kaiserreiches.

## Die Richter-Di-Reihe von Robert van Gulik

### Romane

#### Von Robert van Gulik übersetzt
- Merkwürdige Kriminalfälle des Richters Di. Ein altchinesischer Detektivroman (1949); Herausgegeben und aus dem Chinesischen übersetzt von Robert van Gulik. Aus dem Englischen von Gretel und Kurt Kuhn. Im chinesischen Original Vier außerordentlich seltsame Fälle in der Regierungszeit der Kaiserin Wu, chin.: 武則天四大奇案 Pinyin: Wǔ Zétiān sì dà qí àn; englisch Celebrated Cases of Judge Dee. Zürich: Die Waage, 1960; Taschenbuchausgabe Frankfurt: Fischer-TB-Verlag, 1980; Taschenbuchausgabe Zürich: Diogenes, 1998 (detebe 23014). ISBN 978-3257230147

#### Von Robert van Gulik verfasst
- Mord im Labyrinth (1956); (engl.: The Chinese Maze Murders): Richter Di als Bezirksrichter in Lan-Fang an der Grenze zum Reich der Uguren.
- Wunder in Pu-yang? (1958); (engl.: The Chinese Bell Murders)
- Geisterspuk in Peng-lai (1959); (engl.: The Chinese Gold Murders): Richter Dis erster Posten als Bezirksrichter. Erstes Auftreten von Tschiao Tai und Ma Jung.
- Der See von Han-yuan (1960); (engl.: The Chinese Lake Murders): Richter Di sieht sich einer nationalen Bedrohung gegenüber. Erstes Auftreten Tao Gans.
- Nagelprobe in Pei-tscho (1961); (engl.: The Chinese Nail Murders): Richter Dis letzter Fall als einfacher Bezirksrichter. Verlust Hung Liangs.
- Tod im Roten Pavillon (1961); (engl.: The Red Pavilion)
- Nächtlicher Spuk im Mönchskloster (1961); (engl.: The Haunted Monastery): Geschieht während Richter Dis Amtszeit in Han-Yuan. Der Richter klärt mit Hilfe Tao Gans mysteriöse Geschehnisse in einem Kloster auf.
- Der Wandschirm aus rotem Lack (1962); (engl.:The Lacquer Screen): Richter Dis zweiter Fall, während eines Besuchs im Bezirk seines Kollegen Teng Kan.
- Die Perle des Kaisers (1963); (engl.: The Emperor’s Pearl)
- Mord nach Muster (1965); (engl.:The Willow Pattern): Richter Dis Fall als Präsident des Reichsgerichts und Notfallgoverneur der Hauptstadt während einer Pestepidemie.
- Mord in Kanton (1965); (engl.: Murder in Canton): Richter Dis endgültig letzter Fall. Verlust Tschiao Tais.
- Das Phantom im Tempel (1966); (engl.: The Phantom of the Temple): Richter Dis zweiter Fall während seiner Amtszeit in Lan-Fang.
- Halskette und Kalebasse (1967); (engl.: Necklace and Calabash): von Richter Di allein gelöst, seine Gehilfen werden erwähnt und treten erst am Schluss auf.
- Poeten und Mörder (1968); (engl.: Poets and Murder): Richter Di als Gast im Bezirk seines Kollegen Lo Ping-Wan.

### Erzählungen
- Der Affe und der Tiger (1965); (engl.: The Monkey and the Tiger): 2 Erzählungen, eine während Richter Di's Amtszeit in Lan-Fang, die andere kurz nach seiner Amtszeit in Pei-Tscho auf dem Weg in die Hauptstadt.
- Richter Di bei der Arbeit (1967); (engl.: Judge Dee at Work): 4 Erzählungen aus verschiedenen Stationen während Richter Di's Laufbahn.

Alle Werke bei Diogenes erschienen. Die Jahreszahlen beziehen sich auf die Erstveröffentlichung der englischen Originalversion. Angaben nach Informationen des Diogenes-Verlags.

## Neue Werke von Frédéric Lenormand
Der französische Schriftsteller Frédéric Lenormand hat die Reihe Les Nouvelles Enquêtes du juge Ti (Neue Ermittlungen des Richters Di) geschrieben. Diese Bücher wurden ins Spanische, Portugiesische und Tschechische übersetzt. 2016 erschienen die ersten Bände auf Deutsch. Die Übersetzung erfolgte durch Gerd Frank.
- Le château du lac Tchou-an (2004), deutsch: Das Wasserschloss am Tchou-An-See (2016)
- Petits meurtres entre moines (2004), deutsch: Wenn Mönche morden (2017)
- Le palais des courtisanes (2004), deutsch: Das Palais der Kurtisanen (2016)
- La nuit des juges (2004), deutsch: Die Nacht der Richter (2016)
- Madame Ti mène l’enquête (2005)
- Mort d’un cuisinier chinois (2005)
- L’Art délicat du deuil (2006)
- Mort d’un maître de Go (2006)
- Dix petits démons chinois (2007)
- Médecine chinoises à l’usage des assassins (2007)
- Guide de survie d’un juge en Chine (2008)
- Panique sur la Grand Muraille (2008)
- Le mystère du jardin chinois (2009)
- Diplomatie en kimono (2009)
- Thé vert et arsenic (2010)
- Un Chinois ne ment jamais (2010)
- Divorce à la chinoise (2011)
- Meurtres sur le fleuve jaune (2011)
- La Longue Marche du juge Ti (2012)
- Le Bon, la Brute et le Juge Ti (2015)

## Weitere Richter-Di-Romane
Eleanor Cooney hat unter Mitarbeit des Sinologen Daniel Altieri einen Roman über das historische Gegenspielerpaar der von der Konkubine zur Kaiserin aufgestiegenen Wu und dem Richter Di verfasst, der, von Verena Koch ins Deutsche übersetzt, bei Goldmann erschienen ist:
E. Cooney; D. Altieri: Die Eiserne Kaiserin – Ein Richter-Di-Roman. ISBN 978-3-442-43197-7